# Monastère Saint-Bernard de Cavaillon
Le Monastère Saint-Bernard de Cavaillon est un monastère de cisterciennes réformées établi à Cavaillon.

## Localisation
Le monastère Saint-Bernard était situé à l'intérieur de la ville de Cavaillon dans le Vaucluse.

## Histoire
À l'appel de Mgr de la Bourdaisière, évêque de Cavaillon, les Bernardines réformées de Seyssel s'installent dans son diocèse en 1641. Hébergées dans un premier temps par le baron de Pérussis, elles acquièrent ensuite une maison de ville où leur supérieure, Louise de Ballon, fait édifier une chapelle dédiée à Saint-Joseph. Les novices et les pensionnaires sont de la noblesse régionale qui dote généreusement la fondation soutenue également par Mgr de Sade, évêque de Cavaillon. Au XVIIIe siècle, les revenus s'avérant insuffisants pour assurer l'existence du monastère, le pape Clément XIV décide de la fermeture du couvent en août 1774. L'établissement est racheté par les Ursulines qui en sont chassées en 1792.

## Filiation et dépendances
Saint-Bernard de Cavaillon est fille de Rumilly.

## Liste des abbesses
- Louise de Ballon.